# Roy Black
Roy Black, właśc. Gerhard Höllerich (ur. 25 stycznia 1943 w Straßberg (obecnie dzielnica Bobingen) k. Augsburga, zm. 9 października 1991 w Heldenstein k. Mühldorf am Inn) – niemiecki piosenkarz i aktor filmów muzycznych i seriali telewizyjnych.

## Młodość
Roy Black urodził się jako najstarszy syn kupca Georga Höllericha (1918–1990) i jego żony Elizabeth (1922–2013). Miał młodszego brata Waltera. Uczęszczał do gimnazjum w Augsburgu i chciał tam studiować biologię, ale ze względów finansowych zdecydował się na kurs biznesu.

## Kariera
Pierwszy występ Roy Blacka miał miejsce w 1963 roku w Augsburgu w knajpie Charlys Affenstall z zespołem The Honky Tonks. 14 września 1963 roku muzycy Günter Ortmann, Dieter Schwedes, Peter Schwedes, Helmut Exenberger i Dieter Sirch założyli wraz z Blackiem zespół rock and rollowy "Roy Black and His Cannons". Jego pseudonim pochodzi od jego czarnych włosów i jego idola, Roya Orbisona.
Pierwszy oficjalny występ z zespołem miał miejsce 6 grudnia 1963 roku w Augsburgu w Klubie Tanecznym "Femina". Grali również utwory Presleya i Beatlesów w trzech głównych amerykańskich koszarach w Augsburgu. 16 czerwca 1964 roku "Roy Black and His Cannons" wygrał konkurs talentów na balu studentów w Augsburger Moritzsaal.
Zespół po osiągnięciu lokalnej sławy dostał propozycję kontraktu z Polydor Records, którego producentem był Hans Bertram. Roy Black porzucił studia zarządzania biznesem w Monachium, by skoncentrować się na muzyce. Dwa pierwsze single "Roy Black and His Cannons", "Sweet Baby mein" i "Darling my Love" nie odniosły większych sukcesów, natomiast trzeci singel "Du bist nicht allein" odniósł sukces komercyjny. Singel ten osiągnął Top 10 zimą 1965 roku na niemieckiej liście przebojów. Awansował na czwarte miejsce za Satisfaction The Rolling Stones, Mr. Tambourine Man The Byrds i Balla Balla Rainbows.
Do końca 1967 roku, jego singel "Ganz in Weiß" wydany w 1966 roku, został sprzedany w ponad milionie egzemplarzy, a w latach 1969–1970 piosenka "Dein schönstes Geschenk" sprzedała się w kilku milionach egzemplarzy i przez dziewięć tygodni zajmowała 1. miejsce na liście przebojów w Niemczech. Od 1967 roku Black brał również udział w kilku musicalach komediowych, m.in. w 1969 roku w "Hilfe, Ich liebe Zwillinge" (Help, I Love Twins) u boku Uschi Glas.
W latach 1990–1991 grał główną rolę w serialu Ein Schloß am Wörthersee, gdzie wcielał się w postać Lenniego Bergera. Ostatni telewizyjny występ Blacka miał miejsce 18 września 1991 roku z Uwe Hübner w niemieckiej telewizji ZDF.

## Życie prywatne
Roy Black w 1974 roku ożenił się z modelką Silke Vagts (1945–2002). 2 sierpnia 1976 roku na świat przyszedł ich jedyny syn Torsten. Para rozwiodła się w 1985 roku. Ze związku z Carmen Böhning ma córkę Nathalie (ur. 14 września 1991). Piosenkę Was soll ich ohne Dich oben im Himmel (Co ja zrobię bez ciebie w niebie?) Roy Black zadedykował właśnie Carmen i Nathalie.
Od początku lat 80. XX wieku aż do śmierci, Roy Black mieszkał w Herdecke w Nadrenii Północnej-Westfalii. 
2 maja 1990 roku ojciec Roya Blacka, Georg Höllerich, popełnił samobójstwo (powiesił się) w wieku 72 lat. W tym samym roku Roy Black objął patronat wspierający kardiologię pediatryczną.
9 października 1991 roku Roy Black zmarł na atak serca w swoim rybackim domu w Heldenstein w którym przebywał sam. Według późniejszych doniesień mediów, zawał serca powstał wskutek zatrucia alkoholowego - w jego organizmie miano wykryć 4 promile alkoholu w moczu i 3 promile alkoholu we krwi, jednak przeprowadzający autopsję w Instytucie Medycyny Sądowej w Monachium anatomopatolog - dr. Wolfgang Eisenmenger - nie odniósł się do tych doniesień. Informacje o możliwym - poprzez spożycie alkoholu i lekarstw - samobójstwie nie zostały potwierdzone, ponieważ badania toksykologiczne nie zostały zlecone przez prokuraturę.
Roy Black został pochowany w swoim rodzinnym Straßbergu pod swoim prawdziwym nazwiskiem, przed śmiercią sporządził testament, zgodnie z którym spadkobiercami majątku wartego 3 miliony marek zostali po równo: syn Torsten, córka Nathalie i brat Walter.

## Upamiętnienie
Grób Roya Blacka stał się miejscem pielgrzymek fanów, odbywających się co roku w każdą rocznicę śmierci artysty. W 1996 roku powstał film poświęcony życiu i karierze Roy Blacka pt. Du bist nicht allein – Die Roy Black Story w reżyserii Petera Keglevica. W postać Roya Blacka wcielił się austriacki aktor, Christoph Waltz.

## Dyskografia
- 1966: Roy Black
- 1967: Roy Black 2
- 1968: Ich denk’ an Dich
- 1969: Ich hab’ Dich lieb
- 1970: Im Land der Lieder
- 1971: Wo bist Du?
- 1972: Träume in Samt und Seide
- 1973: Grün ist die Heide
- 1974: Roy Black und die Fischer-Chöre
- 1976: Liebe wie sie Dir gefällt
- 1978: Neue Lieder
- 1986: Herzblut
- 1988: Schwarz auf weiß
- 1989: Ein Hauch von Sinnlichkeit
- 1990: Zeit für Zärtlichkeit
- 1991: Rosenzeit

## Filmografia
- 1968: Paradies der flotten Sünder – Nick Dreamer
- 1968: Immer Ärger mit den Paukern – Peter Hartung
- 1969: Unser Doktor ist der Beste – Doktor Leonhard Sommer
- 1969: Hilfe, ich liebe Zwillinge – Andy Hard
- 1970: Wenn du bei mir bist – Chris Bergen
- 1971: Wer zuletzt lacht, lacht am besten – Robby
- 1971: Wenn mein Schätzchen auf die Pauke haut – Kristian Wernher
- 1971: Hochwürden drückt ein Auge zu – Michael Springer
- 1972: Kinderarzt Dr. Fröhlich – Doktor Hannes Fröhlich
- 1972: Grün ist die Heide – Norbert
- 1973: Alter Kahn und junge Liebe – Mark Tanner
- 1974: Schwarzwaldfahrt aus Liebeskummer – Hannes Cremer
- 1989–1991: Ein Schloß am Wörthersee – Lennie Berger

### O Royu Blacku
- 1969: Zum Beispiel Roy Black (dokumentalny)
- 1996: Du bist nicht allein – Die Roy Black Story (telewizyjny – W postać Roya Blacka wcielił się Christoph Waltz)
- 2000: Legenden – Roy Black (dokumentalny)
- 2013: Das Roy-Black-Musical – Von Arno Loeb (DVD)
- 2016: Roy Black – eine Legende. Unvergessen (dokumentalny)